# 书剑恩仇录 (歌曲)
《书剑恩仇录》，1976年香港無綫电视武俠剧《书剑恩仇录》的主題曲，由顾嘉煇譜曲、高山曦填词；有兩版，主唱者分別是郑少秋和罗文。

## 製作和反響
其時香港樂壇剛興起「激揚型的古裝武俠劇中式小調」，此曲跟稍早前的〈射雕英雄傳〉和〈三國春秋〉均被樂評人黃志華視為濫觴。
據編導王天林的專欄，飾演男主角陳家洛的鄭少秋其時不在香港，歌曲便落在羅文手上（羅文其時仍在日本發展，但隔半年就須回港辦工作證），鄭返港後想把歌拿回來唱。顧嘉煇曾透露鄭少秋時任女友沈殿霞亦介入此事，為鄭出力不少。時任無線助理總經理周梁淑怡後來受訪時憶述，她最後拍板兩個版本分別在片頭及片尾播放；王天林卻說首十集的主題曲是鄭版，次十集是羅版，二人輪流唱。
鄭羅兩版編曲伴奏相同，均收錄於同年的合輯《書劍恩仇錄》中，分別是A面的第一首和B面的第一首，至於B面最後一首的《書劍恩仇錄(ii)》則為純音樂。王天林曾說劇集轉播羅版後受到觀眾的來信，投訴沒鄭版好聽，王認為是先入為主之故。顧嘉煇則認為羅文唱得比較好，因為鄭少秋當時還是新人。
對鄭少秋而言，這是其加盟娛樂唱片後的首作，他曾表示此曲令一直只唱情歌的他成功轉型，開拓了武俠影視歌曲的路線。羅文亦曾表示此曲走紅是他決定回港發展的因素。
也有人透露作詞人高山曦是黃霑的化名。

## 現場演繹
二人有多次合唱紀錄，如TVB特備節目《鄭少秋金曲大匯串》（1986年）、《翡翠星輝二十年》（1989年），在《龍鳳呈祥賀台慶》（1987年）的《名劇金曲大展》中，二人更同部合唱此曲及《倚天屠龍記》的主題歌，產生出一首複調二部合唱曲。
鄭少秋在後來的個人演唱會上把「誓將滿奴滅」一句改為「誓將匈奴滅」（如2005年的鄭少秋家傳戶曉演唱會）和「誓將奸奴滅」（如1984年的勁秋演唱會、1996年娛樂天皇演唱會）。